# Lana Del Rey
Lana Del Rey, egentligen Elizabeth Woolridge Grant, född 21 juni 1985 i New York i delstaten New York, är en amerikansk sångerska, låtskrivare och musikproducent.

## Biografi
Lana Del Rey föddes i staden New York. Som barn gick hon i en katolsk skola och sjöng även i olika kyrkokörer. Vid 18 års ålder började hon studera filosofi med metafysisk inriktning vid Fordham University.

### Tidig karriär
Hon började uppträda på klubbar för att visa upp sin talang i sång under olika namn, "May Jailer" som kort därefter blev "Sparkle Jump Rope Queen".
2011 blev Del Rey en internetsensation efter att hennes låt Video Games blivit en viral succé. Hennes första studioalbum Born to Die släpptes 2012. Albumet kom på plats nummer två på Billboard 200-listan. 2018 blev albumet det tredje av en kvinnlig artist att ha legat 300 veckor på listan.
Del Rey släppte 2013 en EP med titeln Paradise. Hon nominerades för Paradise till sin första Grammy för bästa popalbum. Hon nominerades även vid Grammygalan för bästa musik skriven för visuell media för sin låt Young and Beautiful skriven för Baz Luhrmanns filmatisering av Den store Gatsby. Den 6 december 2013 släppte hon kortfilmen Tropico.
2014 släppte Del Rey sitt andra studioalbum Ultraviolence, som blev hennes första album att bli nummer 1 på Billboard 200 listan. Albumet fick mycket god kritik. Hon turnerade sedan med den så kallade The Endless Summer Tour tillsammans med Courtney Love.
Del Rey släppte 2015 sitt tredje studioalbum, Honeymoon.
I februari 2017 släppte Del Rey singeln Love. Den 29 mars 2017 släppte hon på sin Youtubekanal en trailer för sitt kommande album, där albumets titel Lust For Life tillkännagavs. I april 2017 släppte hon singeln Lust For Life tillsammans med The Weeknd och la ut albumets omslag på sin Instagram. Omslaget var en leende bild på Del Rey tagen av hennes syster Caroline ”Chuck” Grant. Den 21 juli släpptes albumet Lust For Life. Den blev etta på Billboard 200-listan och blev Grammynominerad för bästa popalbum.
Del Rey medverkade på Andrew Lloyd Webbers Unmasked, på vilken hon gjorde cover på You Must Love Me från musikalen Evita, låten släpptes i början av 2018. Samma år genomförde hon en arenaturné, L.A. to the Moon Tour, som gick genom Nord- och Sydamerika, Australien och Europa.  
I september 2018 tillkännagav Del Rey att hennes nästa album som gjorts i samarbete med Jack Antonoff skulle släppas i början av 2019, med titeln Norman Fucking Rockwell, efter den amerikanska konstnären och illustratören Norman Rockwell. Den första singeln från albumet lanserades samtidigt och hade titeln Mariners Apartment Complex. Hon släppte bara några dagar senare låten Venice Bitch, sin dittills längsta låt. Hon släppte under det kommande året flera låtar, däribland "hope is a dangerous thing for a women like me to have - but i have it" och "Doin' time", en cover av Sublimes låt, samt flera små utdrag från det kommande albumet. Norman Fucking Rockwell! släpptes den 30 augusti och på albumets omslag förkortades titeln till NFR! och på bilden, tagen av Caroline "Chuck" Grant, poserade Del Rey tillsammans med Duke Nicholson. Albumet kritikerrosades och nominerades till en Grammy för Album of the Year och titelspåret nominerades för Song of the Year.  

### Poesi, 2020–nutid
Del Rey skriver även poesi och arbetade under 2018 med en bok under arbetstiteln Violet Bent Backwards Over the Grass. Hon önskade först ge ut den på egen hand, och delade flera av dikterna från boken via sin Instagram. Boken var tänkt att släppas som ett spoken word-album i början av 2019 men blev försenat på grund av personliga problem. Boken släpptes 29 september 2020 av Simon & Schuster. Hälften av intäkterna skulle gå till förmån för Navajo Water Project.
I maj 2020 tillkännagav Del Rey, i samband med sitt öppna brev till kulturen på hennes Instagram, att hon skulle släppa ett nytt album – som hon tillkännagivit tidigare skulle ha titeln White Hot Forever och som skulle släppas under 2020 – med utgivningsdatum 5 september 2020 och istället ha titeln Chemtrails Over the Country Club. Covid-19-pandemin ledde till förseningar i produktionen av vinylskivor och albumets släppdatum sköts fram till 19 mars 2021. "Let Me Love You like a Woman" och titelspåret släpptes som singlar. 
Dagen efter meddelade Del Rey att hon skulle släppa ett album senare under året med namnet Rock Candy Sweet men senare blev ändrat till Blue Banisters. Den 11 maj 2021 släpptes tre singlar: titelspåret, "Text Book" och "Wildflower Wildfire". Den 8 september släpptes sista singeln "Arcadia" och under samma dag var det avslöjat att Blue Banisters släppdatum var 22 oktober 2021. 
Den 21 januari 2022 hade låten "Watercolor Eyes" premiär i ett avsnitt i HBO-serien Euphoria.  Senare det året medverkade Del Rey i Taylor Swifts låt "Snow on the Beach" som släpptes 21 oktober. Låten debuterade som fyra på US Billboard Hot 100 vilket blev Del Reys första topp fem i karriären. 

## Diskografi
Album
- 2010 – Lana Del Rey
- 2012 – Born to Die
- 2014 – Ultraviolence
- 2015 – Honeymoon
- 2017 – Lust for Life
- 2019 – Norman Fucking Rockwell
- 2021 – Chemtrails over the Country Club
- 2021 – Blue Banisters
- 2023 – Did You Know That There's a Tunnel Under Ocean Blvd
- 2024 – Lasso